# Эпилептический приступ
Эпилептический приступ — период, во время которого возникают различные симптомы из-за чрезмерной локальной синхронизации в мозге. Могут наблюдаться такие состояния как, например, неконтролируемая судорожная активность, затрагивающая большую часть тела с потерей сознания (тонико-клонические приступы) или судорожная активность, затрагивающая только одну часть тела с разными степенями нарушения сознания (парциальные, или фокальные приступы), а также незаметные короткие периоды потери сознания (абсансы). В большинстве своём эти эпизоды длятся меньше 2 минут, после них человеку может понадобиться время, чтобы прийти в себя. Во время приступов может быть потерян контроль над мочевым пузырём.
Эпилептические приступы могут быть спровоцированными и неспровоцированными. Приступы могут быть спровоцированы такими явлениями как гипогликемия, алкогольный абстинентный синдром, злоупотребление алкоголем в сочетании с приёмом медикаментов, гипонатриемия, лихорадка, энцефалит или сотрясение мозга. Неспровоцированные приступы возникают без известной причины и чаще всего повторяются на протяжении жизни. Неспровоцированные приступы могут возникать из-за стресса или депривации сна. Заболевания мозга, при которых возник хотя бы один приступ и есть долгосрочный риск возникновения новых приступов, известны как эпилепсия. Состояния, напоминающие эпилептический приступ, но таковыми не являющиеся включают в себя обморок, диссоциативные конвульсии и тремор.
Приступ, который длится дольше 5 минут, является неотложным состоянием и называется эпилептический статус. Первый приступ без определённых нарушений на электроэнцефалографии или нейровизуализации обычно не требует долгосрочного лечения антиконвульсантами и лечится амбулаторно. Очень часто перед видимым первым приступом уже были другие менее заметные приступы.
До 10 % населения испытывали хотя бы один эпилептический приступ. Спровоцированные приступы возникают примерно у 3,5 на 10 000 человек в год, а неспровоцированные примерно у 4,2 на 10 000 человек в год. После первого приступа шанс возникновения второго составляет около 50 %. Эпилепсия затрагивает около 1 % населения в произвольный момент времени и около 4 % в определённый момент времени. Примерно 80 % людей с эпилепсией живут в развивающихся странах. Многие страны запрещают управление транспортным средством до тех пор, пока с последнего приступа не прошло определённое количество времени.

## Признаки и симптомы
Признаки и симптомы приступов зависят от его типа. Самый распространённый и типичный тип приступа — это конвульсивный (60 %). Две трети конвульсий начинаются как фокальные приступы и становятся генерализованными, в то время как одна треть начинается как генерализованный приступ. Оставшиеся 40 % приступов неконвульсивные, например, абсансы.

### Фокальные приступы
Парциальные, или фокальные приступы зачастую начинаются с ауры, которая может включать в себя осязательные, визуальные, психические, автономные, обонятельные или двигательные явления.
Во время сложного парциального приступа человек может быть дезориентирован или растерян и может не отвечать на вопросы. Парциальный приступ может стать генерализованным.
Подёргивания могут начаться в определённой группе мышц, а затем распространиться на соседние группы мышц — это называется «джексоновский марш». Во время приступа могут появиться автоматизмы — неосознанные автоматизированные действия — простые, например, причмокивание губами или сложные, например, попытки что-то поднять.

### Генерализованные приступы
Существует 6 основных видов генерализованных приступов: тонико-клонические, тонические, клонические, миоклонические, абсансы и атонические приступы. При любом из этих приступов человек теряет сознание, обычно они происходят без предварительных признаков.
- Тонико-клонические приступы проявляются в виде сокращения конечностей, за которым следует их выпрямление, также присутствует выгибание спины на 10-30 секунд. Из-за сокращения мышц груди может быть слышан вскрик. Затем конечности начинают ритмически подёргиваться. После того как подёргивания закончились, человеку требуется 10-30 минут, чтобы прийти в норму[17].
- Тонические приступы проявляются в виде постоянного сокращения мускул. Если дыхание ограничено, кожные покровы могут посинеть[17].
- Клонические приступы проявляются в виде ритмического подёргивания конечностей[17].
- Миоклонические приступы проявляются как спазмы мускул в одной или нескольких частях тела, либо по всему телу[17].
- Абсансы могут быть еле заметны и проявляться как небольшой поворот головы или моргание глаз[14]. Зачастую человек не падает на землю и может вернуться к нормальному состоянию сразу после окончания приступа, хотя также может возникать период дезориентации[14].
- Атонические приступы проявляются в виде потери мышечного тонуса больше, чем на одну секунду. Обычно данное явление билатерально (затрагивает обе стороны тела)[15].

### Продолжительность
Приступ может длиться от нескольких секунд до более чем 5 минут, в таком случае, приступ называется эпилептический статус. Большинство тонико-клонических приступов длятся меньше, чем 2-3 минуты. Абсансы обычно длятся меньше 10 секунд.

### Послесудорожное состояние
После активной фазы приступа идёт послеэпилептический период смятения, за которым следует возвращение к нормальной активности сознания. Этот период обычно длится 3-15 минут, но может длиться и часами. Сопутствующие симптомы могут включать в себя усталость, головную боль, затруднённость речи и необычное поведение. Психоз после приступа относительно распространён и наблюдается у 6-10 % людей. Зачастую люди не помнят, что произошло в это время.

## Причины
Приступы возникают по ряду причин. Эпилепсия диагностирована у четверти людей, у которых был приступ. Ряд состояний, не включающих эпилепсию, проявляются как эпилептические приступы: большинство фебрильных приступов и приступов, возникающих во время острой инфекции, инсульта или отравления. Они называются «острые симптоматические судорожные приступы». Во многих случаях возникновение приступов неизвестно.
Для определённых возрастных групп характерны различные причины возникновения приступов.
- У младенцев приступы чаще всего вызваны гипоксически-ишемической энцефалопатией, инфекциями ЦНС, травмами, врождёнными аномалиями ЦНС и метаболическими заболеваниями.
- Наиболее частой причиной приступов у детей являются фебрильные приступы, возникающие у 2-5 % детей в возрасте от 6 месяцев до 5 лет[24].
- В детстве как правило наблюдаются хорошо описанные эпилептические синдромы.
- В подростковом и молодом возрасте потенциальными провоцирующими факторами являются несоблюдение режима приёма препаратов и депривация сна.
- Рискованными периодами для женщины являются беременность, роды и послеродовой период, особенно если возникли осложнения, например, преэклампсия.
- Во взрослом возрасте вероятные причины связаны с приёмом алкоголя, инсультом, травмой, инфекциями ЦНС и опухолями головного мозга[25].
- У пожилых цереброваскулярная болезнь является частой причиной. Другими причинами являются опухоли ЦНС, травмы головы и дегенеративные заболевания, которые распространены в старшей возрастной группе, такие как деменция[26].

### Метаболические
Ряд болезней может спровоцировать эпилептический приступ: серьёзное обезвоживание, гипогликемия, гипонатриемия, гиперосмолярная диабетическая кома, гипернатриемия, гипокальциемия, уремия, печёночная кома и порфирия.

### Органические
- кавернома — это излечимое заболевание, которое может вызывать приступы, головные боли и кровоизлияние в мозг.
- артериовенозная мальформация — это излечимое заболевание, которое может вызывать приступы, головные боли и кровоизлияние в мозг.
- повреждения мозга (абсцессы, опухоли). У людей с опухолями головного мозга частота эпилептических приступов зависит от местоположения опухоли в коре больших полушарий.

### Препараты
Приступом может закончиться и передозировка некоторыми лекарственными препаратами или наркотическими средствами, и синдром отмены от них. Такие препараты включают в себя антидепрессанты, антипсихотики, кокаин, инсулин и лидокаин. Приступы во время синдрома отмены обычно возникают после длительного использования алкоголя или седативных препаратов.

### Инфекции
- свиной цепень, который может вызвать цистицеркоз, является причиной почти половины случаев эпилепсии в странах, в которых обитает этот паразит[28].
- паразитарные инфекции, такие как церебральная малярия. В Нигерии это является одной из самых распространённых причин приступов среди детей возрастом до 5 лет[29].
- такие инфекции как энцефалит или менингит[30].

### Стресс
Стресс может вызвать приступы у людей с эпилепсией и является фактором риска для развития эпилепсии. Частота и подверженность развитию эпилепсии зависят от степени тяжести, продолжительности и периода возникновения стресса. Он является одним из самых частых факторов риска, которые называют пациенты с эпилепсией.
Подверженность стрессу приводит к выбросу гормонов, которые служат связующим звеном для проявления эффектов стресса в мозге. Эти гормоны влияют и на возбуждающие, и на тормозные синапсы, что приводит к гипервозбудимости нейронов в головном мозге. Известно, что гиппокамп является частью мозга, наиболее чувствительной к стрессу и подверженной приступам. В нём медиаторы стресса взаимодействуют с их целевыми рецепторами.

### Другие
Приступы могут возникнуть в результате артериальной гипертензии, известной как гипертензивный церебральный криз, или во время беременности в виде эклампсии при сопутствии с либо приступами, либо сниженным уровнем сознания. Также причиной может быть гипертермия обычно больше 42 °C.
- Черепно-мозговая травма может вызвать не-эпилептические посттравматические приступы или посттравматическую эпилепсию.
- У примерно 3,5-5,5 % людей с целиакией также бывают приступы[34].
- Приступы у пациента с шунтом могут свидетельствовать о его поломке.
- Геморрагический инсульт время от времени проявляется с приступами, в отличие от эмболического (хотя эпилепсия является распространённым осложнением); тромбоз синусов твёрдой мозговой оболочки — редкий вид инсульта — сопровождается приступами чаще всех остальных видов инсульта.
- Рассеянный склероз может также вызывать приступы.
- Электросудорожная терапия (ЭСТ) намеренно вызывает приступ для лечения большого депрессивного расстройства.

## Механизм
В нормальном состоянии электрическая активность мозга не синхронизирована. Во время эпилептических припадков из-за нарушений мозговой деятельности группы нейронов возбуждаются в патологически избыточной синхронной манере. Это приводит к волне деполяризации, известной как пароксизмальный деполяризационный сдвиг.
Обычно после того, как возбуждённый нейрон возбуждается, он больше противится возбуждению на какой-то период времени. Частично это происходит из-за эффекта тормозных нейронов, электрических изменений внутри возбуждённого нейрона и подавляющих эффектов аденозина. При эпилепсии сопротивляемость возбуждённых нейронов к возбуждению на этот период времени снижена. Это происходит либо из-за изменений в ионных каналах или из-за неправильного функционирования тормозных нейронов. Было установлено, что 41 ген ионных каналов и более 1600 мутаций ионных каналов участвуют в возникновении эпилептического приступа. Эти мутации в ионных каналах склонны к обеспечиванию деполяризационного состояния нейронов в покое, что приводит к патологической гипервозбудимости. Такая долгосрочная деполяризация в отдельных нейронах происходит из-за притока Ca2+ к клетке, что ведёт к более продолжительному открытию Na+ каналов и повторяющемуся потенциалу действия. Следующая за этим гиперполяризация вызвана в зависимости от типа клетки рецепторами гамма-аминомасляной кислоты (ГАМК) или калиевыми (K+) каналами. Равнозначно важным для эпилептической нейронной гипервозбудимости является снижение активности тормозных ГАМК-ергических нейронов — эффект, известный как расторможённость. Расторможённость может появляться из-за гибели тормозных нейронов, дисрегуляции возникновения отростков от аксонов из тормозных нейронов в области нейронного повреждения или ненормальная ГАМК-ергическая активность внутри тормозного нейрона. Нейронная гипервозбудимость приводит к возникновению конкретных областей, в которых могут начинаться приступы, — судорожных очагов. После травмы головного мозга действует другой механизм действия, усиливающий регуляцию возбуждающих нейронов, либо снижающий регуляцию тормозных нейронов. Эти вторичный эпилепсии возникают вследствие процесса, известного как эпилептогенез. Распространённым механизмом также является неисправность гематоэнцефалического барьера. Эта неисправность сама по себе вызывает эпилептогенез, также есть корреляция с увеличением судорожной активности. Помимо этого, неисправность гематоэнцефалического барьера замешана в хронических эпилептических состояниях, что было исследовано экспериментально при вызове проницаемости барьера химическими веществами. Неисправность барьера может вести к протеканию жидкости из кровяных сосудов в область между клетками, что вызывает эпилептические приступы. Нахождение белков крови в мозге после приступа поддерживает данную теорию.
Фокальные приступы начинаются в одном полушарии мозга, в то время как генерализованные приступы начинаются в обоих полушариях. Некоторые типы приступов могут изменять структуру мозга, в то время как другие почти не оказывают такого эффекта. Глиоз — дегенерация нейронов — и атрофия конкретных областей мозга связаны с эпилепсией, но неизвестно вызывает ли эпилепсия эти изменения или эти изменения вызывают эпилепсию.
Судорожная активность может распространяться через эндогенные электрические поля мозга. Предложенные механизмы, которые могут вызывать распространение и возникновение новых нейронов включают в себя повышение концентрации K+ снаружи клетки, и повышение Ca2+ в пресинаптической терминали. Эти механизмы притупляют гиперполяризацию и деполяризуют близлежащие нейроны, а также повышают выброс нейротрансмиттеров.

## Диагностика
Приступы могут быть разделены на спровоцированные и неспровоцированные. Спровоцированные приступы также называются «острые симптоматические приступы», или «реактивные приступы». Неспровоцированные приступы также называются «рефлекторные приступы». В зависимости от предполагаемой причины могут быть полезны анализ крови и люмбальная пункция. Гипогликемия может вызывать приступы и должна быть исключена. ЭЭГ и визуализация мозга с помощью КТ или МРТ рекомендуется при работе с судорогами, не связанными с лихорадкой.

## Классификация
Приступы делятся на типы в зависимости от того, локализован ли судорожный очаг (фокальные приступы) или нет (генерализованные приступы) в мозге. Генерализованные приступы делятся в зависимости от эффектов, оказываемых на тело и включают тонико-клонические, абсансы, миоклонические, клонические, тонические и атонические приступы. Некоторые приступы, такие как эпилептический спазм, не относятся ни к одному известному типу.
Фокальные приступы (ранее называвшиеся парциальными) разделены на простые парциальные и сложные парциальные приступы. Текущая практика этого деления не рекомендует, вместо чего предпочтительнее описывать то, что происходит во время приступа.

### Медосмотр
Большинство людей находятся в постиктальном состоянии (сонные или в смятении) после приступа. Могут наблюдаться признаки других травм. Следы от укуса по краю языка помогают подтвердить то, что произошёл приступ, но лишь у трети людей после приступа можно увидеть такие следы. Если у человека подозревается приступ, этот физический признак значительно повышает вероятность того, что приступ был его причиной.

### Тесты
Электроэнцефалография рекомендуется только тем, у кого с высокой вероятностью был эпилептический приступ, для помощи в определении типа приступа или присутствующего синдрома. У детей это, как правило, необходимо только после второго приступа. ЭЭГ не может использоваться для дифференциального диагноза, так как бывает ложно положительным для пациентов без заболевания. В некоторых ситуациях ЭЭГ лучше проводить во время сна или во время депривации сна.
Диагностическая визуализация с помощью КТ или МРТ рекомендована после первого не фебрильного приступа для определения структурных проблем мозга. МРТ считается лучшим способом визуализации, не считая случаев, когда подозревается внутричерепное кровоизлияние. Визуализация может быть сделана в более позднее время, если пациент возвращается в нормальное состояние, находясь в отделении неотложной помощи. Если у человека уже стоит диагноз эпилепсии и сканирование мозга уже было сделано, повторное сканирование обычно не обязательно для последующих приступов.
У взрослых важно проверить уровень электролитов, глюкозы и кальция в крови, а также сделать электрокардиограмму, чтобы исключить эти первичные причины. Люмбальная пункция может быть полезной для диагностики инфекции ЦНС, но не нужна для рутинного осмотра.[6] Рутинная проверка уровня антиконвульсантов в крови не требуется ни для взрослых, ни для детей. Для детей могут потребоваться дополнительные тесты.
Высокий уровень пролактина в крови в течение первых 20 минут после приступа может быть полезен для подтверждения эпилептического приступа в отличие от не-эпилептического приступа. Уровень пролактина в сыворотке менее эффективен для определения парциальных приступов. Если такие уровни нормальны, эпилептический приступ не исключается, пролактин в сыворотке не является фактором отличия эпилептического приступа от потери сознания. Такой анализ не рекомендован для рутинной части диагностики эпилепсии.

### Дифференциальная диагностика
Дифференциация эпилептического приступа от других состояний, таких как потеря сознания, может быть сложной. Возможные состояния, напоминающие приступ, включают в себя децеребрационную ригидность, психогенные приступы, тетанус, дистонию, мигрени и отравление стрихнином. Вдобавок, у 5 % людей с положительным тилт-тестом может наблюдаться приступоподобная активность вследствие церебральной гипоксии. Конвульсии могут проявляться по психологическим причинам и известны как психогенные не-эпилептические приступы. Не-эпилептические приступы могут возникать и по ряду других причин.

## Профилактика
Был предпринят ряд мер для предотвращения приступов у лиц, находящихся в группе риска. После черепно-мозговой травмы антиконвульсанты снижают риск ранних, но не поздних приступов.
У пациентов с фебрильными судорогами в анамнезе лекарства (как жаропонижающие, так и антиконвульсанты) не были эффективны для профилактики приступов. Некоторые, наоборот, могут причинить вред.
Нет чётких доказательств того, эффективны или нет противоэпилептические препараты для предотвращения судорог после трепанации черепа, проведённой после субдуральной гематомы, инсульта или субарахноидального кровоизлияния как для людей, у которых в прошлом был приступ, так для тех, у кого его не было.

## Терапия
Потенциально опасные или острые предметы следует убрать из зоны досягаемости человека в приступе во избежание травмы. Если после приступа человек не до конца пришёл в сознание, его нужно переместить в положение, в котором он сможет восстановиться. Приступ продолжительностью более пяти минут или два или более приступа, произошедшие в течение пяти минут считается неотложным состоянием, известным как эпилептический статус. Вопреки распространённому заблуждению, находящиеся рядом люди не должны силой вкладывать объекты, такие как ложка, в рот человеку во время приступа, так как это может повредить зубы и дёсны.
Лечение человека, находящегося посреди приступа, движется от начального ответа к первой, второй и третьей линиям лечения. Начальный ответ на приступ состоит из ограничения человека от потенциально опасных ситуаций (например, от предметов неподалёку) и обеспечения нормального дыхания и циркуляции. Чтобы обеспечить свободное дыхание, необходимо положить человека на бок в положение профилактики аспирации рвотных масс («спасительное положение»). Если дыхание затруднено из-за блокировки дыхательных путей, возможно необходима процедура для освобождения путей.

### Препараты
Первой линией лечения для человека посреди приступа является препарат из класса бензодиазепинов, в первую очередь рекомендуется лоразепам. Также можно использовать диазепам и мидазолам. Если в течение 10 минут эффект от лекарства не наступил, его приём можно повторить. Если эффекта нет и после второго введения, можно использовать барбитураты или пропофол. Бензодиазепины введённые не внутривенным путём предпочтительнее, чем введённые внутривенно из-за скорости наступления эффекта.
Терапия второй линии для взрослых — это фенитоин или фосфенитоин, а для детей — фенобарбитал.
Продолжительное лечение антиконвульсантами рекомендуется после первого приступа только в случае выявленных структурных повреждений мозга или в других случаях после второго приступа. Около 70 % людей устанавливают полный контроль за симптомами с продолжительным лечением препаратами. Обычно необходим только один вид антиконвульсанта. Хоть и немедленное начало лечения антиконвульсантами после первого приступа снижает вероятность возникновения следующих приступов в течение пяти лет, оно не снижает риск летального исхода и потенциального возникновения побочных эффектов.
Для приступов, связанных с отравлением, рекомендуется до двух приёмов бензодиазепинов. Если они не были эффективными, рекомендуется пиридоксин. Фенитоин не рекомендуется к использованию.
Отсутствуют данные о профилактических противоэпилептических препаратах для лечения приступов, связанных с тромбозом синусов твёрдой мозговой оболочки.
Другие препараты: ганаксолон.

### Другое
Для защиты головы во время приступа можно использовать шлем. Некоторые утверждают, что собаки-помощники для больных с эпилепсией (разновидность собак-поводырей) могут предсказывать начало приступа, но доказательств этого очень мало. В настоящий момент недостаточно свидетельств, подтверждающих медикаментозные преимущества использования каннабиса для контроля за приступами, хоть это и развивающаяся область исследований. Исследования, подтверждающие пользу кетогенной диеты для людей с эпилепсией, низки качеством и разумны для тех, кому не помогли типичные методы лечения.

## Прогноз
После первого приступа риск повторных приступов в следующие два года составляет 40-50 %. Наилучшими предикторами возникновения новых приступов являются проблемы либо на электроэнцефалограмме, либо с помощью нейровизуализации. У взрослых через 6 месяцев отсутствия приступов после первого приступа риск последующих приступов в следующем году составляет менее 20 % независимо от лечения. До 7 % приступов, наблюдающихся в отделении неотложной помощи, имеют эпилептический статус. У лиц с эпилептическим статусом смертность составляет от 10 % до 40 %. Те, у кого был спровоцированный приступ (произошедший в связи с черепно-мозговой травмой или токсическим воздействием), имеют низкий риск повторного возникновения приступов, но имеют более высокий риск летального исхода по сравнению с теми, кто страдает эпилепсией.

## Эпидемиология
Около 8-10 % людей переносят эпилептический приступ в течение жизни. У взрослых риск повторения приступов после первого единичного приступа в течение пяти лет составляет 35 %; риск повышается до 75 % при появлении второго приступа. У детей риск повторения приступов в течение пяти лет после неспровоцированного единичного приступа составляет 50 %; риск повышается до 80 % после двух неспровоцированных приступов. В Соединённых Штатах Америки в 2011 году приступы стали причиной примерно 1,6 миллионов случаев неотложного приёма пациентов; около 400 000 этих приёмов были для первых в анамнезе приступов. Точные данные о возникновении эпилептических приступов в странах со средним и низким уровнем доходов неизвестны, но предполагается, что они превосходят по количеству случаев страны с высоким уровнем дохода. Это может следовать из повышенного риска дорожных происшествий, родовых травм, малярии и других паразитарных инфекций.

## История
Эпилептические приступы были впервые описаны в аккадском тексте 2000 г. до н. э.. В ранних сообщениях об эпилепсии приступы и судороги часто рассматривались как действия «злых духов». Однако представление об эпилепсии начало меняться во времена расцвета древнегреческой медицины. Сам термин «эпилепсия» — это греческое слово, образованное от глагола «epilambanein», означающего «захватить», «овладеть» или «поразить». Хотя древние греки называли эпилепсию «священной болезнью», это восприятие эпилепсии как «духовной» болезни было оспорено Гиппократом в его работе «О священной болезни», который предположил, что эпилепсия возникает скорее по естественным причинам, чем сверхъестественным.
Раннее хирургическое лечение эпилепсии было примитивным в древнегреческой, римской и египетской медицине. В XIX веке наблюдался рост целенаправленной хирургии для лечения эпилептических припадков, начавшейся в 1886 году с локальных резекций, выполненных сэром Виктором Горслей, нейрохирургом из Лондона. Ещё одним достижением стало развитие монреальской процедуры канадским нейрохирургом Уайлдером Пенфилдом, которая предусматривала использование электрической стимуляции находящихся в сознании пациентов для более точной идентификации и резекции эпилептических областей в головном мозге.

## Общество и культура

### Экономика
В США эпилептические приступы приводят к прямым экономическим издержкам в размере около одного миллиарда долларов. Экономические издержки эпилепсии в Европе в 2004 году составили около 15,5 миллиардов евро. В Индии — 1,7 миллиарда долларов США или 0,5 % ВВП. На них приходится около 1 % посещений отделений неотложной помощи (2 % для отделений неотложной помощи для детей) в США.

### Управление транспортным средством
Во многих регионах мира требуется минимум шесть месяцев с момента последнего приступа для разрешения управления транспортным средством.

## Исследования
Научная работа по прогнозированию эпилептических приступов началась в 1970-х годах. Было предложено несколько техник и методов, но доказательства их эффективности всё ещё отсутствуют.
Две многообещающие области включают генную терапию и обнаружение и прогнозирование приступов.
Генная терапия эпилепсии заключается в использовании векторов доставки генов в области мозга, участвующие в возникновении приступа.
Прогнозирование приступов — это особый случай обнаружения приступов, при котором внедрённая система способна предупреждать об эпилептическом приступе до его начала.